# Marie-Rose Gaillard
Marie-Rose Gaillard (ur. 19 sierpnia 1944 w Thimister, zm. 18 czerwca 2022) – belgijska kolarka szosowa, złota medalistka mistrzostw świata.

## Kariera
Największy sukces w karierze Marie-Rose Gaillard osiągnęła w 1962 roku, kiedy na mistrzostwach świata w Salò zdobyła złoty medal w wyścigu ze startu wspólnego. W zawodach tych wyprzedziła bezpośrednio dwie swoje rodaczki: Yvonne Reynders oraz Marie-Thérèse Naessens. Był to jednak jedyny medal wywalczony przez Gaillard na międzynarodowej imprezie tej rangi. Najbliżej kolejnego medalu była podczas mistrzostw świata w Sallanches w 1964 roku, gdzie w tej samej konkurencji zajęła czwarte miejsce. W walce o podium lepsza okazała się tam inna reprezentantka Belgii – Rosa Sels. W 1966 roku została mistrzynią kraju w wyścigu ze startu wspólnego. Nigdy nie wystąpiła na igrzyskach olimpijskich (kobiety zaczęły rywalizację olimpijską w kolarstwie w 1984 roku).
Była ciotką belgijskiego kolarza Philippe’a Gilberta.